# Mythimna toumodi
Mythimna toumodi är en fjärilsart som beskrevs av François Louis Nompar de Caumont de Laporte 1978. Mythimna toumodi ingår i släktet Mythimna och familjen nattflyn. Inga underarter finns listade i Catalogue of Life.